# Суперфантоцци
«Суперфанто́цци» (итал. Superfantozzi) — кинофильм. Духовный сиквел фильмов об Уго Фантоцци, пятая часть декалогии.

## Сюжет
Фильм начинается с того, что Господь, устав, создал Фантоцци. Через день он создал Адама, Еву и женщину для Фантоцци (полная противоположность красавице Еве). Потом Господь изгоняет супругов Фантоцци из Рая за то что Фантоцци по просьбе Евы сорвал запретный плод. Но Господь не знал о злой шутке Евы. Далее идут небольшие сюжеты, в которых показывается злоключения Фантоцци в разных исторических эпохах. Сначала злоключения Фантоцци в доисторические времена, затем в Древнем Риме, затем время Иисуса Христа, далее — Средневековье, время Робин Гуда, французской революции, XIX век, 30-е годы в США, Вторая мировая война, современность (то есть 1986) и будущее.

## В ролях
| Актёр             | Роль                                                   |
| ----------------- | ------------------------------------------------------ |
| Паоло Виладжио    | Уго Фантоцци                                           |
| Лио Бозизио       | Пина, жена Фантоцци                                    |
| Джиджи Редер      | Филини                                                 |
| Плинио Фернандо   | Марианджела, дочь Фантоцци                             |
| Ева-Лена Лундгрен | Ева, прекрасная принцесса, танцовщица, герцогиня       |
| Лук Меренда       | Адам, греческий солдат, преторианец, Робин Гуд, герцог |